# رووی ۷۵۰
رووی ۷۵۰ یک خودروی شرکتی سدان بود که توسط کمپانی چینی رووی بین سالهای ۲۰۰۶ تا ۲۰۱۶ بر اساس خودروی روور ۷۵ تولید می‌شد.